# ليه هينيسي
ليه هينيسي (بالإنجليزية: Les Hennessey)‏ هو لاعب كرة قاعدة أمريكي، ولد في 12 ديسمبر 1893 في لين في الولايات المتحدة، وتوفي في 20 نوفمبر 1976 في نيويورك في الولايات المتحدة.

## وصلات خارجية
- ليه هينيسي على موقعبيزبول رفرنس.كوم (الدوري الرئيسي) (الإنجليزية)